# Ludwigstraße 21 (Bad Kissingen)

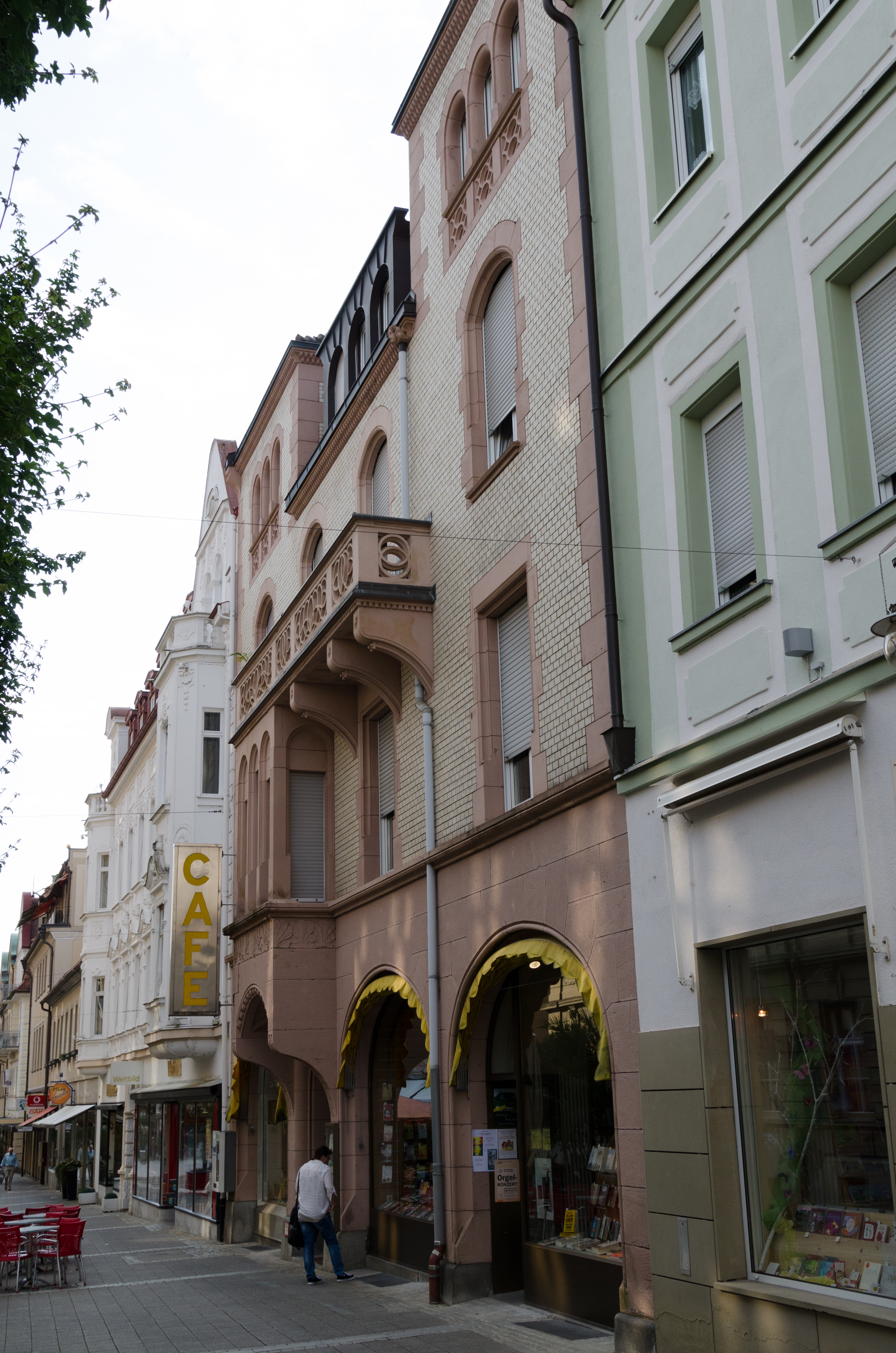
Ludwigstraße 21 in Bad Kissingen.

Das Anwesen Ludwigstraße 21 in der Ludwigstraße in Bad Kissingen, der Großen Kreisstadt des unterfränkischen Landkreises Bad Kissingen, gehört zu den Bad Kissinger Baudenkmälern und ist unter der Nummer D-6-72-114-48 in der Bayerischen Denkmalliste registriert.

## Geschichte
Der dreigeschossige Satteldachbau mit Klinkerfassade und Sandsteingliederung entstand im Jahr 1904. Es wurde vom Bad Kissinger Architekten Carl Krampf im gotisierenden Jugendstil errichtet. Der Jugendstil äußert sich in der Symmetrie mit den beiden seitlichen turmartigen Aufbauten, wobei die Symmetrie von Erker und Balkon durchbrochen wird. Die Formgebung stellt das gotisierende Element der Gestaltung dar.
Heute beherbergt das Anwesen Wohnungen, eine Buchhandlung sowie seit 1904, dem Jahr seiner Entstehung, das Café Rüttinger.